# Frühförderung interdisziplinär
Frühförderung interdisziplinär (Abkürzung FI) ist eine 1982 gegründete wissenschaftliche Zeitschrift, deren Fokus auf der Förderung benachteiligter, entwicklungsauffälliger und behinderter Kinder von der Geburt bis zum Schulbeginn liegt. Sie erscheint vierteljährlich im Ernst Reinhardt Verlag.

## Über interdisziplinäre Frühförderung
Frühförderung behinderter und von Behinderung bedrohter Kinder wird von verschiedenen Disziplinen her betrieben. Unter diesem Oberbegriff werden die Teilaspekte Frühdiagnostik, Früherziehung und Frühtherapie zusammengefasst. Aus zunächst punktuellen oder mehr zufälligen Ansätzen hat sich – auch im Ausland – ein verzweigtes System institutioneller Frühförderung verschiedener fachlicher Provenienz entwickelt.

## Herausgeber
- Laura Avemarie
- Helmut Hollmann
- Patricia Lannen
- Markus Paulus[2]